# Nova Sintra
Nova Sintra est une localité du Cap-Vert, située sur l'île de Brava, dans les îles de Barlavento. Siège de la municipalité (concelho) de Brava, c'est une « ville » (Cidade) – un statut spécifique conféré automatiquement à tous les sièges de municipalités depuis 2010. Elle tire son nom de la ville portugaise de Sintra.

## Population
Lors des recensements de 2000 et 2010, le nombre d'habitants était respectivement de 1 930 et 1 127. En 2012 il est estimé à 1 049.

## Culture

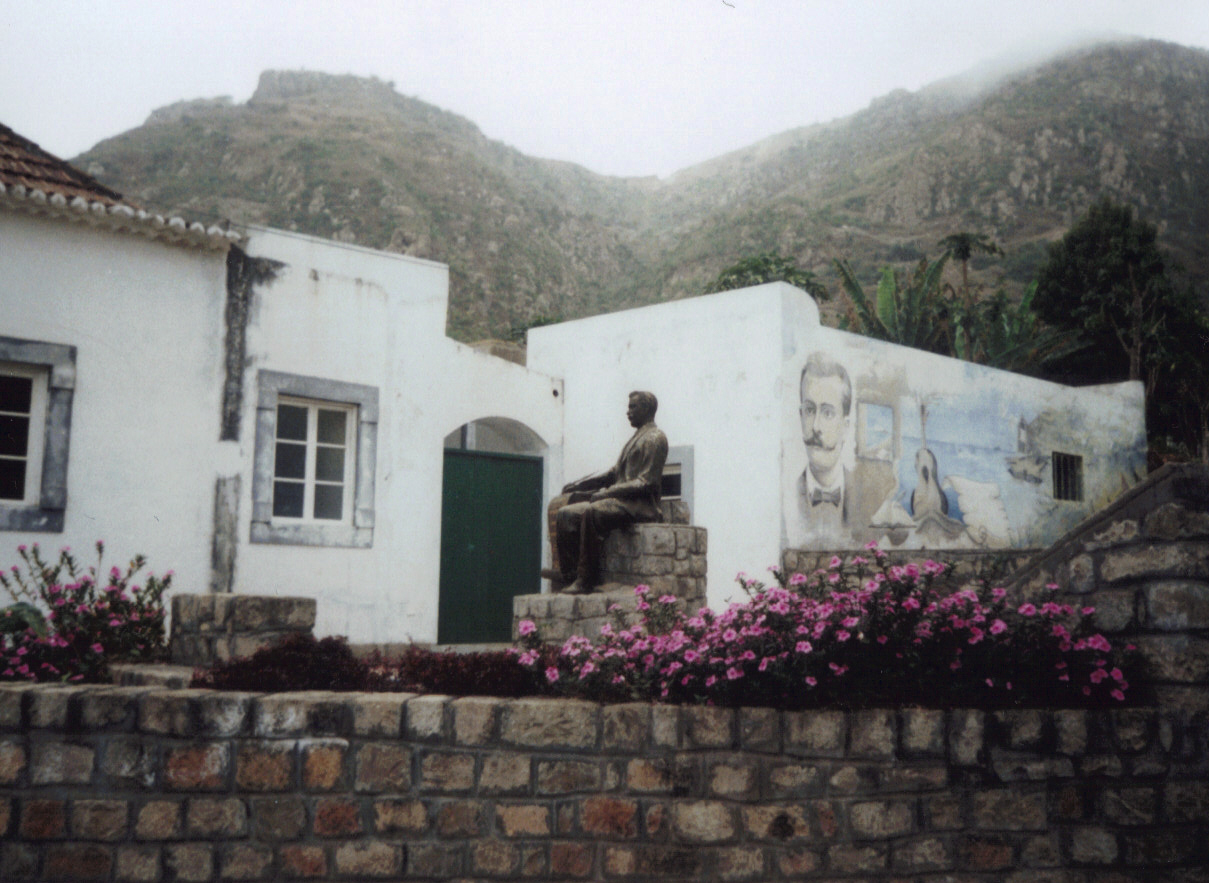
Monument à la mémoire d'Eugénio Tavares

Le nom de Nova Sintra est associé à celui de l'écrivain Eugénio Tavares qui en est originaire. Une place, un musée, un monument et un établissement scolaire y témoignent de son rayonnement, tant littéraire que linguistique.
Une chanson de Cesária Évora, enregistrée en 1990 sur l'album Distino di Belita, s'intitule « Nova Sintra ».